# ميخائيل إم. إي. جونز
ميخائيل إم. إي. جونز (بالإنجليزية: Michael M.E. Johns)‏ هو طبيب أمريكي، ولد في 1942.